# Joan Barreda Bort
Joan Barreda Bort   (Torreblanca, 11 d'agost de 1983) és un pilot de motociclisme valencià que ha destacat en competicions d'enduro i raids. Les seves participacions en el Ral·li Dakar han anat millorant any rere any, fins al punt d'haver-ne esdevingut un dels favorits de cara a la victòria final d'ençà de l'edició del 2014. Actualment forma part de l'equip oficial d'Honda.

## Trajectòria

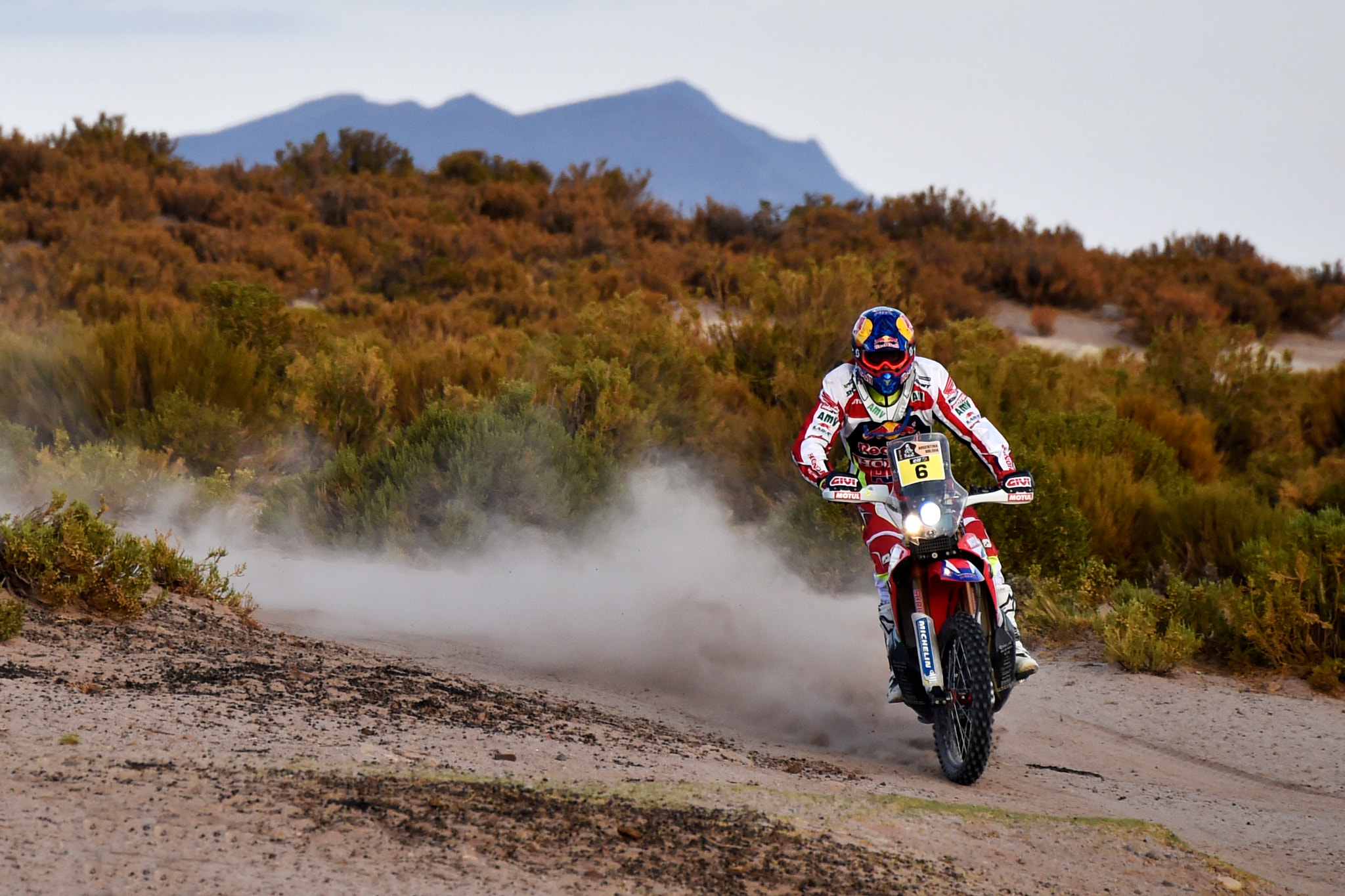
Barreda al Ral·li Dakar del 2016

Barreda començà a destacar de ben jove en competicions de motocròs, arribant a guanyar-ne el Campionat d'Espanya aleví en la cilindrada de 60 cc l'any 1993 i el de 80 cc en categoria juvenil el 1996, tots dos amb una Kawasaki. Després d'haver seguit competint regularment en motocròs i haver practicat també l'enduro, debutà al Ral·li Dakar durant l'edició del 2011 amb una Aprilia sense gaire sort, ja que a la segona etapa caigué i hagué d'abandonar mentre figurava entre els primers classificats. Aquell mateix any guanyà dues etapes del Ral·li del Marroc.
A l'edició del 2012 del Ral·li Dakar canvià l'Aprilia per una Husqvarna i hi aconseguí la seva primera victòria d'etapa, en guanyar per davant de Marc Coma i Cyril Despres, aconseguint acabar la prova en la cinquena posició de la general. Aquell mateix any guanyà el Ral·li dels Faraons i fou segon al Ral·li del Marroc i al de Dubai, totes elles proves puntuables per al campionat d'aquesta especialitat. També va guanyar la Baja España-Aragón, puntuable per a la Copa del Món FIM de Bajas d'aquell any.
El 2013 fou l'any de la seva confirmació, ja que va guanyar quatre etapes del Ral·li Dakar, fou segon en una i tercer en dues, per bé que un problema amb la bomba de benzina de la Husqvarna durant la cinquena etapa li impedí de lluitar per la victòria, acabant-hi finalment en el dissetè lloc final i essent el segon pilot dels Països Catalans classificat, per darrere de Joan Pedrero que fou cinquè.
El 2014 es va publicar que té la seua residència fiscal a Andorra.

## Palmarès
- 1993
  - Campió d'Espanya de motocròs aleví 60cc (Kawasaki)
- 1996
  - Campió d'Espanya de motocròs juvenil 80cc (Kawasaki)
- 2011
  - Guanyador de 2 etapes al Ral·li del Marroc (Aprilia)
- 2012
  - Guanyador d'una etapa al Ral·li Dakar i cinquè a la general (Husqvarna)
  - Guanyador del Ral·li dels Faraons (Husqvarna)
  - Guanyador de la Baja España-Aragón (Husqvarna)
- 2013
  - Guanyador de 4 etapes al Ral·li Dakar i 17è a la general (Husqvarna)
- 2014
  - Guanyador de 5 etapes al Ral·li Dakar i 7è a la general (Honda)